# City Centre Offices
City Centre Offices (CCO) war ein britisches Plattenlabel für Elektronische Musik mit Büros in Manchester (England) und Berlin (Deutschland). CCO veröffentlichte unter anderem Musik der Künstler  Arovane, Christian Kleine, Casino Versus Japan, Dub Tractor, I’m Not a Gun, Marsen Jules, Move D und Ulrich Schnauss.

## Geschichte
City Centre Offices wurde im Oktober 1998 vom Musikhändler Shlom Sviri und dem deutschen Musiker und Musikjournalisten Thaddeus Herrmann (De:Bug) gegründet. Den Vertrieb für Deutschland übernahm der Independent-Vertrieb Indigo.
Als erste Veröffentlichung erschien am 31. Januar 1999 die auf 500 Kopien limitierte 7″ Occer / Silicad von Arovane. Zunächst war geplant, ausschließlich 7″-Schallplatten zu veröffentlichen. Nachdem Sviri und Herrmann von den Label-Musikern zahlreiche Vorschläge für komplette Alben erhielten, wendeten sie sich vom reinen 7″-Konzept ab. Der erste Longplayer war Arovanes Album Tides, welches am 1. Juni 2000 veröffentlicht wurde.
Im Jahr 2006 wurde das Sublabel Büro gegründet, das mit seinen Veröffentlichungen einen starken Fokus auf die Genres Post-Rock und Shoegazing legte.
Bis zum Jahr 2012 wurden über 50 Alben und über 30 Singles und EPs veröffentlicht. Auf dem Sublabel Büro erschienen im gleichen Zeitraum 6 Alben. 2013 wurde das Label eingestellt, da man keine neuen Veröffentlichungen mehr plane. Der Backkatalog blieb aber weiter verfügbar.

## Diskografie

### Alben
| CAT-Nr.        | Künstler                   | Titelname                                     | Jahr |
| -------------- | -------------------------- | --------------------------------------------- | ---- |
| TOWERBLOCK 001 | Arovane                    | Tides                                         | 2000 |
| TOWERBLOCK 002 | Various Artists            | Cashier Escape Route                          | 2000 |
| TOWERBLOCK 003 | Casino Versus Japan        | Go Hawaii                                     | 2001 |
| TOWERBLOCK 004 | Christian Kleine           | Beyond Repair                                 | 2001 |
| TOWERBLOCK 005 | Ulrich Schnauss            | Far Away Trains Passing By                    | 2001 |
| TOWERBLOCK 006 | Static                     | Eject Your Mind                               | 2002 |
| TOWERBLOCK 007 | The Remote Viewer          | Here I Go Again on My Own                     | 2002 |
| TOWERBLOCK 008 | Morgan Caney & Kamal Joory | Magic Radios                                  | 2002 |
| TOWERBLOCK 009 | Denzel + Huhn              | Time Is a Good Thing                          | 2002 |
| TOWERBLOCK 010 | Dictaphone                 | M.=addiction                                  | 2002 |
| TOWERBLOCK 011 | I’m Not a Gun              | Everything at Once                            | 2003 |
| TOWERBLOCK 012 | Dub Tractor                | More or Less Mono                             | 2003 |
| TOWERBLOCK 013 | Ulrich Schnauss            | A Strangely Isolated Place                    | 2003 |
| TOWERBLOCK 014 | Static                     | Flavour Has No Name                           | 2003 |
| TOWERBLOCK 015 | Yasume                     | Where We’re from the Birds Sing a Pretty Song | 2003 |
| TOWERBLOCK 016 | Boy Robot                  | Glamorizing Corporate Lifestyle               | 2003 |
| TOWERBLOCK 017 | Donato Wharton             | Trabanten                                     | 2003 |
| TOWERBLOCK 018 | Xela                       | Tangled Wool                                  | 2004 |
| TOWERBLOCK 019 | Christian Kleine           | Real Ghosts                                   | 2004 |
| TOWERBLOCK 020 | Arovane                    | Lilies                                        | 2004 |
| TOWERBLOCK 021 | Swod                       | Gehen                                         | 2004 |
| TOWERBLOCK 022 | I’m Not a Gun              | Our Lives on Wednesdays                       | 2004 |
| TOWERBLOCK 023 | Marsen Jules               | Herbstlaub                                    | 2005 |
| TOWERBLOCK 024 | The Remote Viewer          | Let Your Heart Draw a Line                    | 2005 |
| TOWERBLOCK 025 | Studio Pankow              | Linienbusse                                   | 2005 |
| TOWERBLOCK 026 | Cyne                       | Evolution Fight                               | 2005 |
| TOWERBLOCK 027 | Porn Sword Tobacco         | Explains Freedom                              | 2005 |
| TOWERBLOCK 028 | Boy Robot                  | Rotten Cocktails                              | 2005 |
| TOWERBLOCK 029 | Miwon                      | Pale Glitter                                  | 2005 |
| TOWERBLOCK 030 | Dub Tractor                | Hideout                                       | 2006 |
| TOWERBLOCK 031 | Static                     | Re: Talking About Memories                    | 2005 |
| TOWERBLOCK 032 | Dictaphone                 | Vertigo II                                    | 2006 |
| TOWERBLOCK 033 | I’m Not a Gun              | We Think as Instruments                       | 2006 |
| TOWERBLOCK 034 | Marsen Jules               | Les Fleurs                                    | 2006 |
| TOWERBLOCK 035 | Donato Wharton             | Body Isolations                               | 2006 |
| TOWERBLOCK 036 | Denzel + Huhn              | Paraport                                      | 2007 |
| TOWERBLOCK 037 | Move D                     | Kunststoff                                    | 2006 |
| TOWERBLOCK 038 | Springintgut               | Park and Ride                                 | 2007 |
| TOWERBLOCK 039 | Porn Sword Tobacco         | New Exclusive Olympic Heights                 | 2007 |
| TOWERBLOCK 040 | The Seasons                | Undone                                        | 2009 |
| TOWERBLOCK 041 | Swod                       | Sekunden                                      | 2007 |
| TOWERBLOCK 042 | Miwon                      | A to B                                        | 2008 |
| TOWERBLOCK 043 | The Gentleman Losers       | Dustland                                      | 2009 |
| TOWERBLOCK 044 | Porn Sword Tobacco         | Everything Is Music to the Ear                | 2009 |
| TOWERBLOCK 045 | Dub Tractor                | Sorry                                         | 2009 |
| TOWERBLOCK 046 | Mark Van Hoen              | Where Is the Truth                            | 2010 |
| TOWERBLOCK 047 | I’m Not a Gun              | Solace                                        | 2010 |
| TOWERBLOCK 048 | Giardini di Mirò           | Il Fuoco                                      | 2010 |
| TOWERBLOCK 049 | Swod                       | Drei                                          | 2011 |
| TOWERBLOCK 050 | Pillow                     | From Dusk to Dawn                             | 2012 |
| TOWERBLOCK 051 | Giardini di Mirò           | Good Luck                                     | 2012 |

### Singles und EPs
| CAT-Nr.   | Künstler                   | Titelname                                   | Jahr |
| --------- | -------------------------- | ------------------------------------------- | ---- |
| BLOCK 001 | Arovane                    | Occer / Silicad                             | 1999 |
| BLOCK 002 | Fizzarum                   | Phut of Plex / Ursa Majoris                 | 1999 |
| BLOCK 003 | Solvent / Lowfish          | Duckie / Glued Smile                        | 1999 |
| BLOCK 004 | Snd                        | Systems Medley / Planets                    | 2000 |
| BLOCK 005 | Herrmann & Kleine          | Transalpin EP                               | 1999 |
| BLOCK 006 | Christian Kleine           | Minus Time / Quadriga                       | 2000 |
| BLOCK 007 | Geiom / Morgan Caney       | Blanket / Four Fifty Five                   | 2000 |
| BLOCK 008 | Denzel + Huhn              | Filet                                       | 2001 |
| BLOCK 009 | The Remote Viewer          | Walsh Ambrose / Boats                       | 2001 |
| BLOCK 010 | Opiate / Dub Tractor       | Opiate / Dub Tractor Split                  | 2001 |
| BLOCK 011 | Zorn                       | Eckermann / Vian                            | 2001 |
| BLOCK 012 | Bill Van Loo               | Tones (For Sarah) / Harmonic Study 1.3      | 2001 |
| BLOCK 013 | Static                     | Headphones / Sometimes                      | 2001 |
| BLOCK 014 | Morgan Caney & Kamal Joory | Darling                                     | 2001 |
| BLOCK 015 | Bitstream                  | Crab Nebula / Stream One                    | 2002 |
| BLOCK 016 | Static                     | Turn On Switch Off                          | 2002 |
| BLOCK 017 | Christian Kleine           | Firn EP                                     | 2002 |
| BLOCK 018 | I’m Not a Gun              | Make Sense and Loose (Remixes)              | 2003 |
| BLOCK 019 | Arovane                    | Minth / Neel                                | 2003 |
| BLOCK 020 | Firewire                   | Tribute to the Manzini                      | 2004 |
| BLOCK 021 | Static                     | Ghost Boy                                   | 2003 |
| BLOCK 022 | Boy Robot                  | Set It for Me                               | 2003 |
| BLOCK 023 | Donato Wharton             | Built to Fail EP                            | 2004 |
| BLOCK 024 | Dictaphone                 | Nacht EP                                    | 2004 |
| BLOCK 025 | The Remote Viewer          | You’re Going to Love Our Defeatist Attitude | 2004 |
| BLOCK 026 | CYNE                       | Growing EP                                  | 2004 |
| BLOCK 027 | Porn Sword Tobacco         | Porn Sword Tobacco                          | 2004 |
| BLOCK 028 | Dub Tractor                | Faster EP                                   | 2004 |
| BLOCK 029 | I’m Not a Gun              | Sundays Will Never Change (Remixes)         | 2005 |
| BLOCK 030 | Miwon                      | Brother Mole EP                             | 2004 |
| BLOCK 031 | Strand                     | Viet EP                                     | 2005 |
| BLOCK 033 | Cyne                       | Running Water                               | 2005 |